# Myšince
Myšince jsou přírodní památka na jižním svahu stejnojmenného kopce ve Vizovické vrchovině v okrese Uherské Hradiště ve Zlínském kraji. Přírodní památka se nachází severně od  Vlčnova, ale zasahuje i do katastrálního území obce Veletiny. Chráněné území bylo vyhlášeno 22. února 2014 Krajským úřadem Zlínského kraje k ochraně středoevropských teplomilných doubrav a širokolistých suchých trávníků bez význačného výskytu vstavačovitých a bez jalovce obecného. Území s rozlohou 11,5929 hektaru leží v nadmořské výšce 244–324 metrů. Na jihozápadě sousedí s přírodní rezervací Kovářův žleb.